# 曾兆鼇
曾兆鳌（1816年—1883年），福建闽县人。清朝政治人物。
曾元炳长子。道光二十四年（1844年）中进士，授官刑部浙江司主事。历升陕西候补知府、候补道台。
长子曾宗彦，光绪九年（1883年）进士，历任翰林院编修，贵州思南府知府等。